# Bob Dylan (álbum)
Bob Dylan é o álbum de estreia do cantor Bob Dylan, lançado em 19 de março de 1962. E que por acaso, ou não, ao título, foi dado o nome do autor "Bob Dylan".
| Críticas profissionais                                                      | Críticas profissionais |
| Avaliações da crítica                                                       | Avaliações da crítica  |
| Fonte                                                                       | Avaliação              |
| --------------------------------------------------------------------------- | ---------------------- |
| Allmusic                                                                    | [ 1 ]                  |
| Esta tabela precisa de ser acompanhada por texto em prosa. Consulte o guia. |                        |

## Faixas

### Lado A
1. "You're No Good" - 1:40
2. "Talkin' New York" - 3:20
3. "In My Time of Dyin'" - 2:40
4. "Man of Constant Sorrow" - 3:10
5. "Fixin' to Die" - 2:22
6. "Pretty Peggy-O" - 3:23
7. "Highway 51 Blues" - 2:52

### Lado B
1. "Gospel Plow" - 1:47
2. "Baby, Let Me Follow You Down" - 2:37
3. "House of the Risin' Sun" - 5:20
4. "Freight Train Blues" - 2:18
5. "Song to Woody" - 2:42
6. "See That My Grave Is Kept Clean" - 2:43